# Casa Na Bolom

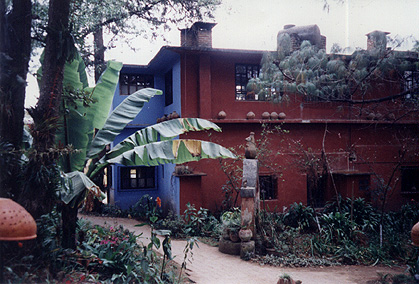
Na Boloms trädgård

Casa Na Bolom (Tzotzil: Jaguarens hus) var den danske arkeologen Frans Blom och hans hustru dokomentärfotografen och journalisten Gertrude Duby Bloms hem i San Cristóbal de las Casas i Chiapas, Mexiko. I dag fungerer huset som hotell, museum och forskningscenter under namnet Asociación Cultural Na Bolom, en allmännyttig organisation med uppgift att beskydda lacandoner-maya och bevara regnskogen i Chiapas.